# Hătcărău
Hătcărău – wieś w Rumunii, w okręgu Prahova, w gminie Drăgănești. W 2011 roku liczyła 432 mieszkańców.